# Vanessa Boubryemm
Vanessa Boubryemm (* 16. Januar 1982 in Tourcoing) ist eine französische Ringerin. Sie wurde 2006 in Moskau Europameisterin und 2005 in Budapest Vize-Weltmeisterin in der Gewichtsklasse bis 51 kg Körpergewicht.

## Werdegang
Vanessa Boubryemm begann als Jugendliche 1990 in Tourcoing mit dem Ringen. Sie gehörte zunächst dem Lutte-Club (LT) Tourcoing und wechselte später zum Club Elceba Boulogne. Ihre Trainer waren bzw. sind Richard Chelmovski, Didier Favori, Gerard Santoro, Nodar Bokaschwili und Benoit Schuller. Die 1,66 Meter große Athletin ist Sekretärin bei der Stadtverwaltung Tourcoing.
Ihre erste internationale Meisterschaft bestritt sie im Jahre 1998, als sie bei der Junioren-Weltmeisterschaft der Altersgruppe „Kadetten“ in Manchester der Gewichtsklasse bis 49 kg den 4. Platz belegte. Den größten Erfolg in ihrer Juniorenzeit feierte sie im Jahre 2001, denn sie wurde in diesem Jahr in Martigny/Schweiz in der Gewichtsklasse bis 54 kg Junioren-Weltmeisterin. Dabei verwies sie Kostantina Katerina Tsibanakou, Griechenland, Wiktoria Satschdimowa, Russland und Melanie Bechtel, Deutschland auf die Plätze.
Nach dem Übertritt in die Seniorenklasse blieben auf der internationalen Ringermatte die großen Erfolge zunächst aus. Immerhin erreichte sie bei der Weltmeisterschaft 2001 in Sofia in der Gewichtsklasse bis 51 kg einen guten 6. Platz. 2002 kam sie aber bei der Weltmeisterschaft in Chalkida/Griechenland nur auf den 13. Platz und 2004 belegte sie bei der Europameisterschaft in Haparanda den 7. Platz. Für die Olympischen Spiele 2004 in Athen konnte sie sich nicht qualifizieren.
Ein für sie sehr erfolgreiches Jahr wurde dann 2005. Sie belegte zunächst bei der Europameisterschaft in Warna in der Gewichtsklasse bis 51 kg den 3. Platz und gewann damit eine EM-Bronzemedaille. Sie verlor dabei im Halbfinale gegen Irina Melnik-Merleni aus der Ukraine und besiegte im Kampf um diese Bronzemedaille Alena Karejtscha aus Belarus. Bei der Weltmeisterschaft dieses Jahres in Budapest war sie noch erfolgreicher, denn sie wurde dort Vize-Weltmeisterin. Auf dem Weg zu diesem Erfolg besiegte sie dabei mit Oleksandra Kohut, Ukraine und Tsogtbadsaryn Enchdschargal aus der Mongolei zwei absolute Weltklasse-Ringerinnen. Im Finale war sie allerdings gegen die vielfache japanische Weltmeisterin Hitomi Sakamoto chancenlos.
Im Jahre 2006 stand Vanessa Boubryemm dann bei einer internationalen Meisterschaft auf dem obersten Siegertreppchen. Sie wurde nämlich in Moskau Europameisterin in der Gewichtsklasse bis 51 kg. Auf dem Weg dahin besiegte sie Georgiana Mihaela Radoi, Rumänien, Natalia Budu, Moldawien, Oleksandra Kohut und im Finale Alexandra Engelhardt aus Deutschland.
Ihr nächster Start bei einer internationalen Meisterschaft war der bei der Weltmeisterschaft 2007 in Baku. Im Hinblick auf die Olympischen Spiele 2008 hatte sie dabei in die Gewichtsklasse bis 48 kg abtrainiert, weil die Gewichtsklasse bis 51 kg nicht olympisch ist. In Baku verlor sie aber nach zwei gewonnenen Kämpfen gegen Li Xiaomei aus China. Da diese den Endkampf nicht erreichte, schied sie aus und belegte den 9. Platz.
2008 wurde sie in Tampere in der Gewichtsklasse bis 48 kg Vize-Europameisterin. Sie bezwang dabei u. a. Iwona Matkowska aus Polen, verlor aber im Endkampf gegen Maria Stadnik aus Aserbaidschan. Bei den Olympischen Spielen in Peking besiegte sie Mayelis Caripá aus Venezuela und die russische Meisterin Samira Rachmanowa, schied aber dann nach einer Niederlage gegen Clarissa Chun aus den Vereinigten Staaten aus und kam auf den 7. Platz. Im Jahre 2008 erkämpfte sich Vanessa Boubryemm dann aber bei den Weltmeisterschaften in Tokio, wieder in der Gewichtsklasse bis 51 kg antretend mit einem 3. Platz eine WM-Bronzemedaille. Nach einer Niederlage gegen Hiromi Sakamoto erkämpfte sie sich diese Medaille durch einen Sieg über Jessica MacDonald, Kanada.
Diese Medaille war die letzte Medaille, die Vanessa Boubryemm bei einer internationalen Meisterschaft gewann. Im Jahre 2012 versuchte sie sich in der Gewichtsklasse bis 48 kg wieder für die Olympischen Spiele zu qualifizieren. In den Turnieren in Taiyuan/China und Helsinki gelang ihr das aber nicht.
Vanessa Boubryemm wurde von 2004 bis 2010 sechsmal in Folge französische Meisterin und in den Jahren 2001, 2002, 2003, 2011 und 2012 französische Vizemeisterin in den Gewichtsklasse bis 48 51 oder 55 kg Körpergewicht.

## Internationale Erfolge
| Jahr | Platz | Wettbewerb                                  | Gewichtsklasse | Ergebnisse |
| 1998 | 4.    | Junioren-WM (Cadets) in Manchester          | bis 49 kg      | hinter Momoko Sera, Japan, Tatjana Skakalskia, Russland und Kelly Devin, USA, vor Sarah Ehinger, Deutschland                                                         |
| 1999 | 10.   | Junioren-WM (Cadets) in Lodz                | bis 49 kg      | Siegerin: Julija Bartnowskaja, Russland vor Melina Hutchison, USA |
| 2001 | 1.    | Junioren-WM in Martigny/Schweiz             | bis 54 kg      | vor Kostantina Katerina Tsibanakou, Griechenland, Wiktoria Satschdonowa, Russland und Melanie Bechtel, Deutschland                                                   |
| 2001 | 4.    | Mittelmeer-Spiele in Tunis                  | bis 51 kg      | hinter Sofia Poumpouridou, Griechenland, Nadir Urun Perain, Türkei und Anna Lisa Debiasi, Italien                                                                    |
| 2001 | 6.    | WM in Sofia                                 | bis 51 kg      | nach Siegen über Park Ji-young, Südkorea und Juliet Kliford Okot, Bulgarien und einer Niederlage gegen Hitomi Sakamoto, Japan                                        |
| 2002 | 4.    | Manitoba-Open                               | bis 55 kg      | hinter Jennifer Ryz, Kanada, Anna Gomis, Frankreich und Tonja Verbeek, Kanada                                                                                        |
| 2002 | 13.   | WM in Chalkida/Griechenland                 | bis 55 kg      | nach einer Niederlage gegen Tina George, USA, einem Sieg über Josiane Patricia Soloniaina, Madagaskar und einer Niederlage gegen Nadine Tokar, Schweiz               |
| 2003 | 14.   | Austrian-Lady-Open in Götzis                | bis 55 kg      | Siegerin: Jennifer Ryz vor Tonja Verbeek |
| 2004 | 7.    | EM in Haparanda                             | bis 55 kg      | nach einer Niederlage gegen Diana Djachenko, Lettland und einem Sieg über Birgit Maria Stern, Österreich                                                             |
| 2005 | 1.    | Klippan-Lady-Open                           | bis 51 kg      | vor Alena Karejtscha, Belarus und Juliette Willocq, Frankreich |
| 2005 | 3.    | EM in Warna                                 | bis 51 kg      | nach Siegen über Pia Rosenkranz, Deutschland und Ida Hellström, Schweden, einer Niederlage gegen Irina Melnik-Merleni, Ukraine und seinem Sieg über Alena Karejtscha |
| 2005 | 3.    | Welt-Cup in Clermont-Ferrand                | bis 51 kg      | hinter Chiharu Ichō, Japan und Natalja Smirnowa, Russland |
| 2005 | 1.    | Mittelmeer-Spiele in Almería                | bis 51 kg      | vor Zeynep Yildirim Türkei und Francine de Paola-Martinez, Italien                                                                                                   |
| 2005 | 2.    | WM in Budapest                              | bis 51 kg      | nach Siegen über Nadine Tokar, Oleksandra Kohut, Ukraine und Tsogtbadsaryn Enchdschargal, Mongolei und einer Niederlage gegen Hitomi Sakamoto                        |
| 2006 | 2.    | Klippan-Lady-Open                           | bis 51 kg      | hinter Jennifer Wong, USA, vor Oleksandra Kohut und Inga Alexejewna Karamtschakowa, Russland                                                                         |
| 2006 | 1.    | EM in Moskau                                | bis 51 kg      | nach Siegen über Georgian Mihaela Radoi, Rumänien, Natalia Budu, Moldawien, Oleksandra Kohut und Alexandra Engelhardt, Deutschland                                   |
| 2006 | 1.    | Grand-Prix von Deutschland in Dormagen      | bis 51 kg      | vor Brigitte Wagner, Deutschland, Sarka Andrlova, Tschechien und Marina Markewitsch, Belarus                                                                         |
| 2006 | 1.    | Austrian-Lady-Open in Götzis                | bis 51 kg      | vor Marina Markewitsch, Terri McNutt und Angela Mott, beide Kanada                                                                                                   |
| 2006 | 5.    | Golden-Grand-Prix in Baku                   | bis 51 kg      | hinter Julette Willocq, Yuri Kai, Japan, Wiktorija Jemeljanowa, Ukraine und Oleksandra Kohut                                                                         |
| 2007 | 2.    | Austrian-Lady-Open in Götzis                | bis 48 kg      | hinter Liu Jie, China, vor Fani Patha, Griechenland und Hong Di, China                                                                                               |
| 2007 | 9.    | WM in Baku                                  | bis 48 kg      | nach Siegen über Mona Samir Mahmout, Ägypten und Juliane Alzate, Kolumbien und einer Niederlage gegen Li Xiaomei, China                                              |
| 2008 | 2.    | EM in Tampere                               | bis 48 kg      | nach Siegen über Liliana Santos, Portugal, Natalia Budu, Iwona Matkowska, Polen und Burcu Kebic, Türkei und einer Niederlage gegen Maria Stadnik, Aserbaidschan      |
| 2008 | 4.    | Austrian-Lady-Open in Götzis                | bis 51 kg      | vor Mayelis Caripá, Venezuela, Melanie Reiser, Schweiz und Melanie LeSaffre, Frankreich                                                                              |
| 2008 | 7.    | OS in Peking                                | bis 48 kg      | nach Siegen über Mayelis Caripá und Samira Rachmanowa, Russland und einer Niederlage gegen Clarissa Chun, USA                                                        |
| 2008 | 3.    | WM in Tokio                                 | bis 51 kg      | nach Siegen über Huang Wenjuan, China und Rathie Neha, Indien, einer Niederlage gegen Hitomi Sakamoto und einem Sieg über Jessica MacDonald, Kanada                  |
| 2010 | 20.   | WM in Moskau                                | bis 51 kg      | nach einer Niederlage gegen Angela Dorogan, Aserbaidschan |
| 2011 | 3.    | Grosser Preis von Frankreich in Tourcoing   | bis 51 kg      | hinter Sun Yanan, China und Whitney Conder, USA |
| 2011 | 8.    | Welt-Cup in Liévin                          | bis 51 kg      | Siegerin: Jessica MacDonald vor Sun Yanan |
| 2011 | 10.   | EM in Dortmund                              | bis 51 kg      | nach einer Niederlage gegen Angela Dorogan |
| 2011 | 3.    | Grosser Preis von Spanien in Madrid         | bis 51 kg      | hinter Jessica MacDonald und Mayelis Caripá |
| 2011 | 3.    | Poland-Open in Tarnowo Podgorne             | bis 48 kg      | hinter Clarissa Chun und Jaqueline Schellin, Deutschland |
| 2011 | 34.   | WM in Istanbul                              | bis 48 kg      | nach einer Niederlage gegen Carol Huynh, Kanada |
| 2011 | 8.    | FILA-Test-Turnier in London                 | bis 48 kg      | Siegerin: Maria Stadnik vor Alexandra Engelhardt |
| 2012 | 1.    | "Dan Kolow-Nikola Petrow"-Memorial in Sofia | bis 48 kg      | vor Sarianne Savola, Finnland, Melanie LeSaffre und Viktoria Jeppsson, Schweden                                                                                      |
| 2012 | 9.    | EM in Belgrad                               | bis 51 kg      | Siegerin: Iwona Matkowska vor Oleksandra Kohut |
| 2012 | 11.   | Olympia-Qualif.-Turnier in Taiyuan/China    | bis 48 kg      | Siegerin: Dawaasüchiin Otgontsetseg, Mongolei vor Venesa Kaladschinskaja, Belarus                                                                                    |
| 2012 | 13.   | Olympia-Qualif.-Turnier in Helsinki         | bis 48 kg      | Siegerin: Irina Melnik-Merleni vor Mayelis Caripá |

## Französische Meisterschaften
Vanessa Boubryemm wurde 2004, 2005, 2006, 2008, 2009 und 2010 französische Meisterin und 2001, 2002, 2003, 2011 und 2012 französische Vize-Meisterin in den Gewichtsklassen bis 48 kg, 51 kg oder 55 kg Körpergewicht.

## Erläuterungen
- alle Wettbewerbe im freien Stil
- OS = Olympische Spiele, WM = Weltmeisterschaft, EM = Europameisterschaft